# Cosmia obscura
Cosmia obscura là một loài bướm đêm trong họ Noctuidae.